# Walter Leibrecht
Walter Leibrecht (* 3. September 1927 in Karlsruhe; † 24. Februar 2007 in Dunedin) war ein deutscher evangelischer Theologe.

## Leben
Leibrecht studierte ab 1945 an der Universität Erlangen-Nürnberg, später auch an der Universität Heidelberg, Universität Zürich und University of Chicago. 1953 mit einer Dissertation über den Philosophen Johann Georg Hamann zum Dr. theol. promoviert, wurde er Lektor und Studentenbetreuer an der Columbia University. 1955 ging er als Assistent Paul Tillichs an die Harvard Divinity School. Ab 1958 lehrte er als Professor am Garrett Theological Seminary der Northwestern University in Evanston (Illinois), später an der University of Chicago.
1963 gründete er die Schiller International University (damals noch Schiller College), um US-amerikanischen Studenten ein Studium unter den Bedingungen des College-Systems in Europa zu ermöglichen. Der erste Campus war im Schloss Kleiningersheim am Neckar, das später als Wohnung der Familie diente. Weitere Campus wurden in anderen europäischen Ländern eröffnet. 1969 wurde der deutsche Campus nach Heidelberg verlagert. Leibrecht amtierte bis zu seinem Ruhestand als Präsident dieser Privatuniversität.
Leibrecht gründete 1974 den Verein Aktion Humane Schule und plante 1976 die Gründung einer Partei. Von 1983 bis 1990 war Leibrecht Präsident der Deutschen Paul-Tillich Gesellschaft.
Leibrecht war seit 1955 mit Lydia, geb. Brandstetter, verheiratet. Er hatte fünf Kinder, darunter den FDP-Politiker Harald Leibrecht.

## Schriften (Auswahl)
- Gott und Mensch bei Johann Georg Hamann. Gütersloh 1958, OCLC 490485268.
  - God and man in the thought of Hamann. Philadelphia 1966, OCLC 9538877.
- Being a Christian in today's world. Philadelphia 1962, OCLC 3185444.
- Religion and culture. Essays in honor of Paul Tillich. New York 1972, ISBN 0-8369-2558-0.